# Leonardo Fibonacci
Pour les articles homonymes, voir Léonard, Pisano et Fibonacci.
Leonardo Fibonacci ou « Léonard de Pise » (vers 1170 à Pise - vers 1250) est un mathématicien italien connu notamment par la suite de Fibonacci. Ses travaux revêtent une importance considérable car ils sont le chainon apportant notamment la notation des chiffres indo-arabes aux mathématiques de l'Occident.

## Origine du nom
L'homme est dénommé dans les manuscrits comme Leonardus Pisanus, « Léonard de Pise », ou encore Leonardus filius Bonacci, Leonardus Pisanus de filiis Bonacci et Leonardus Bigollus.
Bonaccio (du latin bonatius signifiant « bon, favorable, agréable ») était le patronyme de son grand-père paternel, porté par le père de Leonardo, Guglielmo, et transmis à Leonardo et ses frères Alberto et Matteo.
Filius Bonacii ou figlio di Bonaccio (« fils de Bonaccio » en latin et italien respectivement) serait devenu par contraction « Fibonacci », mais cette forme n'était pas encore usitée du vivant de Léonardo. Ce n'est qu'au XIXe siècle que ce surnom est définitivement fixé dans la mémoire collective, sous l'influence du mathématicien Édouard Lucas, divulgateur et vulgarisateur des travaux de Léonardo, notamment la fameuse « suite de Fibonacci ».
Le surnom Bigollus, quant à lui, n'est attesté qu'au génitif. Leonardo se l'attribuait quelquefois lui-même en combinaison avec son nom: Leonardi Bigolli Pisani. Ce seul patronyme fut donc repris isolément sans aucun doute par erreur. Cela dit, le terme Bigollus, issu du dialecte toscan, bighellone, est très difficile à traduire isolé de son contexte. En effet, il peut être employé dans le sens de bon-à-rien mais avec de multiples nuances. En effet, étymologiquement bighellone vient du latin bombyx, -ycis, « vers à soie », d'où bigolo spaghetto ou bigatto, un type de vermicelle, par extension péjorative « pénis » encore plus clairement péjoratif « idiot », soit, aux yeux d'un commerçant en quête de relations contractuelles et enrichissement, Fibonacci pouvant sembler être un individu bon seulement à perdre du temps - étudier, « flâner » avec les symboles au lieu de conclure des transactions et additionner les gains. Le terme désigne donc tout à la fois celui qui est quasiment « inattentif à son environnement », car plongé dans ses pensées donc « voyageant » loin des contingences terrestres. Par analogie et avec grande finesse, il est effectivement interprétable dans le double-sens de « celui qui voyage loin ».

## Biographie

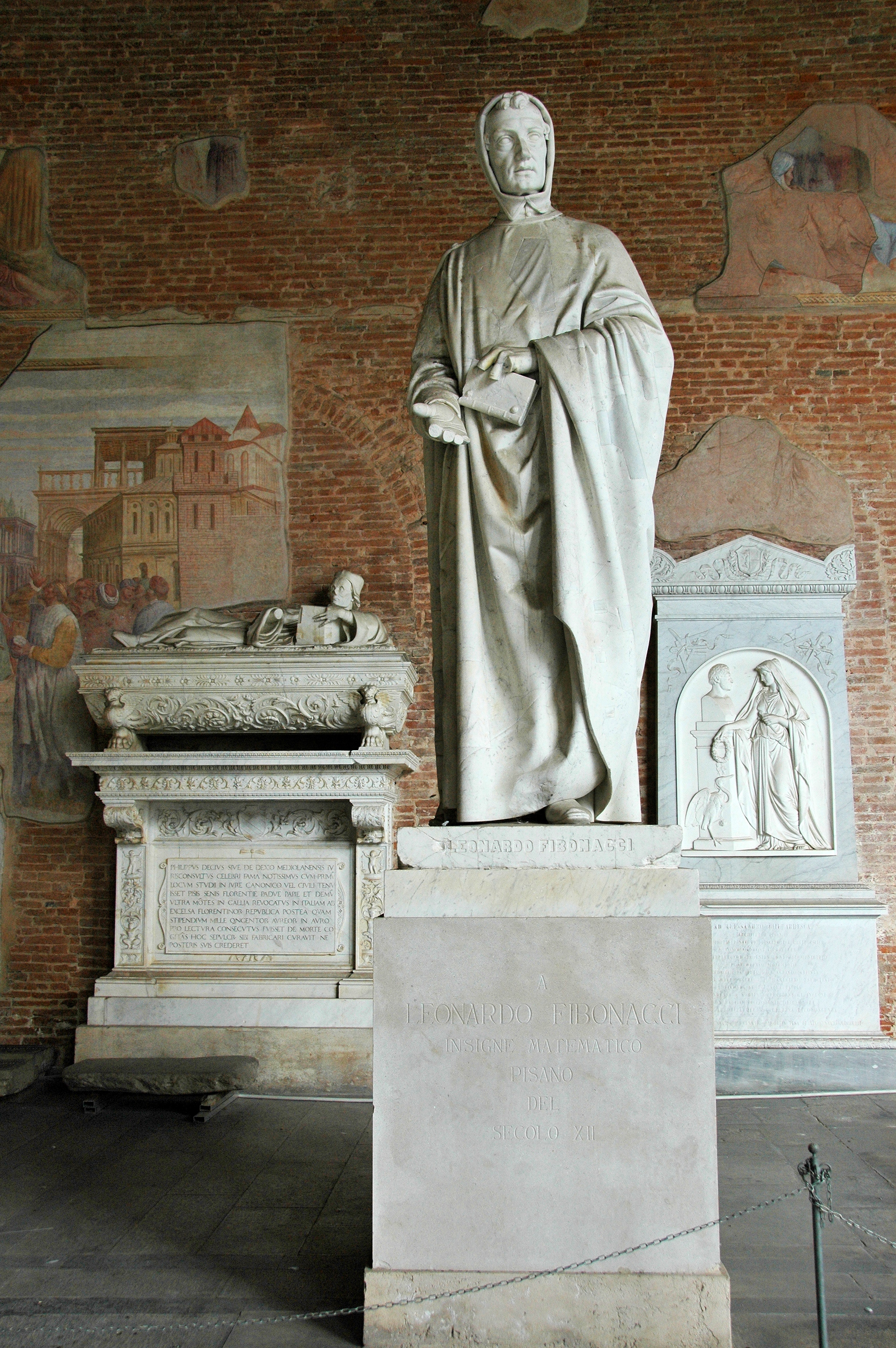
Statue de Léonard de Pise, dans sa ville natale.

Les sources biographiques sur ce personnage font cruellement défaut.
Né à Pise, république maritime, son éducation s'est faite en grande partie à Béjaïa au Maghreb central (actuelle Algérie), où son père Guglielmo Bonacci est marchand et notaire public des douanes pour le compte de l'ordre des marchands de la république de Pise.
Béjaïa est à cette époque non seulement un port commercial important mais encore un grand centre intellectuel. C'est pourquoi son père l'emmène avec lui. Fibonacci y commence son éducation en mathématiques. Bien que sa maitrise des langues étrangères ne soit pas documentée, le fait est qu'il étudie notamment les travaux algébriques du Persan Al-Khwarizmi et de l'Égyptien Abu Kamil et probablement qu'il a eu connaissance des travaux du Persan Al-Karaji,.
Pour le compte de son père, Fibonacci voyage sur tout le pourtour méditerranéen — en Égypte, en Syrie, en Sicile, en Provence, en Grèce, etc. — et pour parfaire ses connaissances, il rencontre les plus grands mathématiciens professant dans la région.
C'est ainsi qu'en 1198, Fibonacci aurait introduit les chiffres arabes à Pise. Ceci illustre les liens entre le dynamisme commercial des villes d'Italie aux XIIe – XIIIe siècles et les progrès scientifiques ainsi que le développement de la créativité artistique en Toscane. Résidant à Pise de 1198 à 1228, il compile ses connaissances mathématiques dans ses différents ouvrages.
Un élément bien connu de la vie de Fibonacci est la relation qu'il a entretenue avec la cour de l'empereur Frédéric II Hohenstaufen. La rédaction des œuvres qu'il publie en 1225 permet de déduire qu'il rencontra deux courtisans de premier plan à l'occasion d'un séjour de l'empereur à Pise et que ces derniers lui proposèrent de résoudre différents problèmes mathématiques d'une remarquable complexité.
Après 1228, la vie de Fibonacci n'est que très peu documentée. Seul un décret édicté par la République de Pise et daté de 1241 notifie l’attribution d’un salaire annuel de vingt lires au « sage et discret Maître Léonardo Bigollo » en reconnaissance des services rendus à la cité et aux citoyens, en qualité de comptable,.
Fibonacci meurt vers 1250, probablement à Pise,.

## Travaux

### Liber abaci(1202)
Le Livre des calculs est un traité sur les calculs et la comptabilité fondée sur le calcul décimal à une époque où tout l'Occident utilise encore les chiffres romains et calcule sur abaque. Ce livre est fortement influencé par son enfance vécue au sud et à l'est de la Méditerranée ; il est d'ailleurs rédigé en partie de droite à gauche.
Par cette publication, Fibonacci introduit en Europe le système de notation indo-arabe importé des Indes par les invasions arabo-musulmanes. Ce système est plus puissant et plus rapide que la notation romaine, et Fibonacci en est pleinement conscient. L'invention sera d'abord mal reçue car le public ne comprend plus les calculs que font les commerçants. En 1280, Florence interdit même l'usage des chiffres arabes par les banquiers. On juge que le zéro apporte la confusion et des difficultés au point qu'ils appellent ce système cifra, qui dérive du nom arabe du zéro (al sifr = vide, zéro). Ce serait par l'usage des nombres dans la tradition cabalistique que le mot chiffre aurait acquis le sens de code secret.
Fibonacci est plus connu de nos jours pour un de ses problèmes conduisant aux nombres et à la suite qui portent son nom, mais à son époque, ce sont surtout les applications de l'arithmétique au calcul commercial qui l'ont fait reconnaître : calcul du profit des transactions, conversion entre monnaies de différents pays utilisant des bases différentes (base 10, 12, 20). Son travail sur la théorie des nombres est ignoré de son vivant, mais il est très largement lu pendant les deux siècles suivants. Ses travaux sont désormais très utilisés en finance de marché, et en particulier en analyse technique.

### Practica Geometriae(1220)
Ce livre marque un transfert des intérêts mathématiques pratiques de Fibonacci vers le domaine de la géométrie et de trigonométrie, basé sur les Éléments d'Euclide et la Métrique de Héron d'Alexandrie. L'ouvrage est dédié à un traducteur, membre de la cour de Frédéric II Hohenstaufen, du nom de Dominicus Hispanus. Il se compose de sept sections, dans lesquelles l'auteur aborde des problèmes de géométrie plane ou de géométrie dans l'espace. Bon nombre de ces problèmes concernent des mesures d'aires et de volumes, ainsi que des applications du théorème de Pythagore ou des propriétés des triangles semblables. On peut toutefois considérer que l'ouvrage compte une huitième section, une annexe intercalée entre les autres, qui porte sur le calcul de racines carrées et cubiques.
Il y montre entre autres que la solution réelle de l'équation {\displaystyle x^{3}+2x^{2}+10x=20} n'est pas constructible à la règle et au compas. Il s'agit d'un résultat sans équivalent depuis Euclide.

### Liber quadratum(1225)
Ce Livre des carrés, dédié à Frédéric II, est un livre de problèmes numériques, partie très impressionnante du travail de Fibonacci.

### Flos(1225)
Le titre complet : Flos super solutionibus quarumdam questionum ad numerum et ad geometricam pertinentium peut être traduit par Recueil de solutions à certaines questions liées au nombre et à la géométrie.
C'est un recueil d'énoncés avec leur résolution de quinze problèmes d'analyse déterminée et indéterminée du premier degré. Trois d'entre eux sont proposés en guise de défi par Jean de Palerme — mathématicien de la cour qui en vérifie les solutions —, lors d'un concours de mathématiques organisé par et en présence de Frédéric II, problèmes que seul Fibonacci a pu résoudre,.

## Publications

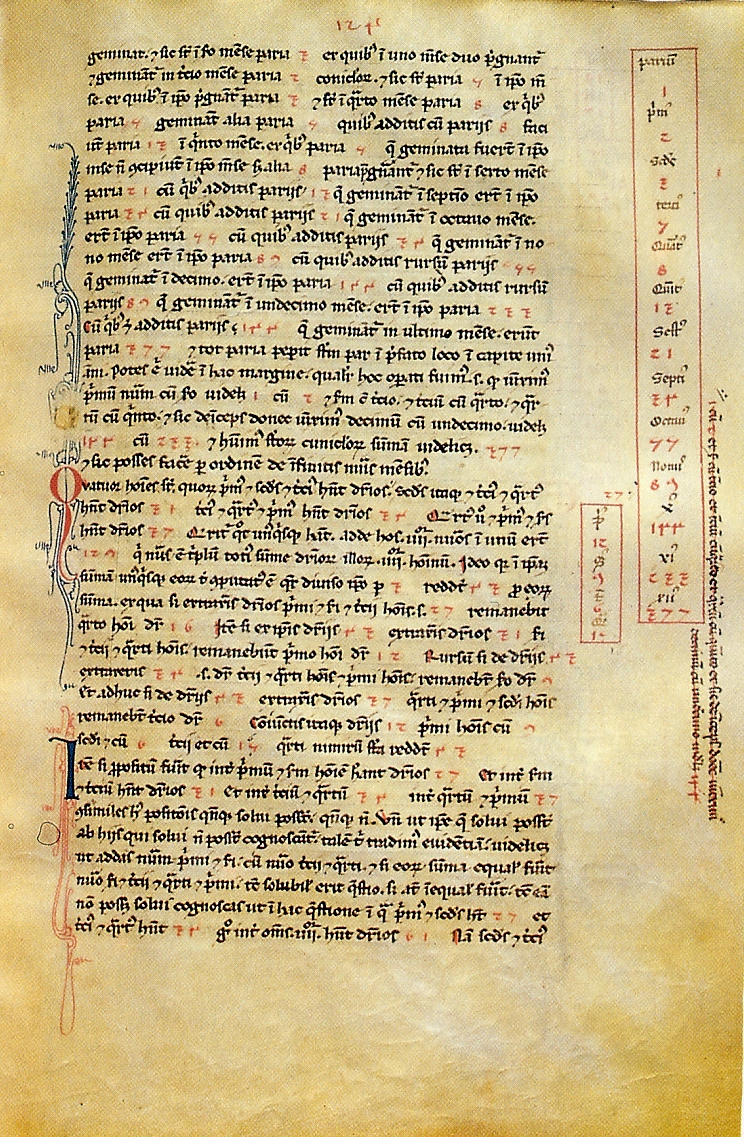
Liber abaci, MS Biblioteca Nazionale di Firenze, Codice Magliabechiano cs cI 2616, fol. 124r.

- Liber Abaci, manuscrit transcrit et publié par Baldassarre Boncompagni en 1857 sous le titre Il Liber abbaci di Leonardo Pisano[17],[18].

## Honneur
L'astéroïde (6765) Fibonacci est nommé en son honneur.